# Lista de reis de Urartu
A Lista de Reis de Urartu esta relacionada nesta lista, que monatra os reis-Governadores da antiga civilização de Urartu, que atualmente e a Arménia.

## Lista de Reis de Urartu
| Rei-Governador | Início do Governo | Final do Governo | Nascimento e Morte | Notas                                     |
| --- | ----------------- | ---------------- | ------------------ | ----------------------------------------- |
| Aramu | 858 a.C           | 844 a.C          | Morte - 844 a.C    | Foi o primeiro Rei de Urartu.             |
| Sarduri I | 844 a.C           | 828 a.C          | Morte - 828 a.C    |                                           |
| Ispuini | 828 a.C           | 810 a.C          | Morte - 810 a.C    |                                           |
| Menuas | 810 a.C           | 785 a.C          | Morte - 785 a.C    |                                           |
| Arguisti I | 785 a.C           | 753 a.C          | Morte - 753 a.C    | Expandiu Urartu até o norte do Lago Savã. |
| Sarduri II | 753 a.C           | 753 a.C          | Morte - 753 a.C    | Se Desconhece seu Sucessor                |
| E Desconhecido o que ocorreu depois do reinado deste último. Em 590 a.C., Urartu foi desolada se tornando a Arménia |                   |                  |                    |                                           |

## Ver Também
Lista de Reis da Arménia

## Referencias
1. 1 2  History in Africa (em inglês). [S.l.]: African Studies Association. 1 de janeiro de 1975
2. ↑  «Ararat • WebBible Encyclopedia • ChristianAnswers.Net». www.christiananswers.net. Consultado em 8 de julho de 2016